# 史蒂夫·哈維
史蒂夫·哈維（Steve Harvey，亦稱Broderick Stephen Harvey, Sr.，1957年1月17日—）是美国的电视主持人、演员、作家、制片人和喜剧演员。他主持史蒂夫·哈維晨間秀、家族問答、名人家族問答、环球小姐、家族問答非洲版、Court Show及Judge Steve Harvey。
他的职业生涯始于喜剧演员。他在1980年代初表演獨角喜劇，并於WB電視網主持Showtime at the Apollo以及The Steve Harvey Show。他后来在喜剧之王巡迴演出（Kings of Comedy Tour）后，出演了喜劇電影The Original Kings of Comedy。他在 2012 年演出了最后一场脱口秀。
他自2010年起成為家族問答和名人家庭問答的主持人。他还主持了Little Big Shots 、 Little Big Shots Forever Young和Steve Harvey’s Funderdome 。身為作家的他亦写了四本书，其中包括2009年3月出版的畅销书《Act Like a Lady, Think Like a Man》。
2017年，哈維创立了娱乐公司Steve Harvey Global，旗下拥有他的制作公司 East 112 和其他各類企业。他亦推出了家族問答非洲版，并与Anthem Sports and Entertainment一起，投资了電視公司HDNet的收購。他和其妻子亦玛乔丽（Marjorie）是基金会The Steve and Marjorie Harvey Foundation的创始人，该基金会是一个专注于青少年教育的非营利组织。
哈維屢獲獎項，包括6次日间時段艾美奖、2次马可尼奖和14次有色人种协进会形象奖。